# Diospyros hayatae
Diospyros hayatae är en tvåhjärtbladig växtart som beskrevs av Paul Lecomte. Diospyros hayatae ingår i släktet Diospyros och familjen Ebenaceae. Inga underarter finns listade i Catalogue of Life.